# Basilique Sainte-Thérèse de Lisieux
La basilique Sainte-Thérèse-de-Lisieux est située à Lisieux, en Normandie. Elle a été élevée en l'honneur de sainte Thérèse de l'Enfant Jésus peu de temps après sa canonisation.
Imposant édifice de style néo-byzantin inspiré de la basilique du Sacré-Cœur de Montmartre, sa construction, sur une hauteur en limite de la ville, a débuté en 1929 et sa consécration a eu lieu en 1954. Aujourd'hui, l'édifice accueille plus de 600 000 visiteurs par an.
Labellisée « Patrimoine du XXe siècle », elle a été inscrite au titre des monuments historiques le 14 septembre 2010 puis classée le 7 septembre 2011.

## Histoire
Thérèse de Lisieux est béatifiée le 29 avril 1923 et canonisée dès le 17 mai 1925 alors que quatre de ses sœurs, toutes religieuses, sont encore vivantes. La dévotion à la nouvelle sainte, déjà manifestée par les poilus pendant la Première Guerre mondiale, prend de l'ampleur dès l'année suivant sa canonisation. Devant le nombre de plus en plus grand de pèlerins, il apparaît nécessaire de construire une grande basilique vouée au pèlerinage dans la ville où elle a vécu et où elle est morte.
Ce projet de « construire une basilique spirituelle », lancé par l'évêque de Bayeux et Lisieux, Thomas-Paul-Henri Lemonnier et par Octave Germain, premier directeur du pèlerinage (1923–1937), commence par soulever des objections de la part du clergé local qui fait remarquer que Lisieux possède déjà plusieurs lieux de culte, y compris sa Cathédrale Saint-Pierre de Lisieux. Il reçoit cependant le soutien total du pape Pie XI qui a placé son pontificat sous le signe de sainte Thérèse. Un avant-projet est soumis dès 1926 par un architecte parisien, Jules Barbier : l'édifice prévu, de style néogothique que l'on envisage de construire non loin du Carmel de Lisieux s'inspire très fortement de la basilique de l'Immaculée-Conception de Lourdes. L'architecte lillois Louis Marie Cordonnier présente en 1927 un projet très différent, de style romano-byzantin, lequel est approuvé par Thomas-Paul-Henri Lemonnier.
Sainte Thérèse est proclamée Patronne des missions le 14 décembre 1927, quinze jours avant la mort de Thomas-Paul-Henri Lemonnier, mort qui fait penser que le projet, jugé trop ambitieux, pourrait être abandonné. Malgré les dons qui affluent au Carmel, son successeur, Emmanuel Suhard, craint que les plans grandioses n'entraînent des dépenses considérables dont le diocèse serait responsable mais devant la volonté du pape Pie XI qui veut « faire très grand, très beau, et le plus vite possible ! », il décide de poursuivre le projet. La basilique sera d'ailleurs entièrement financée par des dons et souscriptions spécifiques venus du monde entier.
Les travaux commencent le 30 septembre 1929, la première pierre étant posée ce jour par le cardinal Alexis-Armand Charost, légat du pape. Ils sont supervisés par deux architectes de père en fils, les Cordonnier — Louis Marie Cordonnier, mort en 1940, puis son fils Louis-Stanislas Cordonnier (décédé le 25 août 1960). La crypte est inaugurée en 1932. La basilique est bénite solennellement le 11 juillet 1937 au terme du 11e Congrès eucharistique national par le cardinal Eugenio Pacelli, légat du pape et futur Pie XII. Le 11 juillet 1939 la croix monolithe est installée au sommet du dôme. Les travaux continuent au ralenti entre 1939 et 1944 à cause de la Seconde Guerre mondiale.
La structure de base, qui a été terminée avant la guerre, subit peu de dégâts lors des bombardements de juin 1944 qui détruisent Lisieux aux deux tiers. Elle a probablement été épargnée grâce à sa position en limite d'agglomération. Après la guerre, on répare les dommages causés à la basilique. À cette phase de restauration suit la réalisation de la décoration (pose de vitraux et de mosaïques) entreprise dans les années 1950. La basilique est consacrée le 11 juillet 1954 par l'archevêque de Rouen et primat de Normandie, Joseph-Marie Martin en présence du légat du pape, l'archevêque de Paris et cardinal Maurice Feltin.

## Description

### Description générale
Précédé d'un vaste parvis qui laisse un espace libre de 76 mètres de largeur devant l'escalier menant à son entrée principale, le monument se trouve sur une colline, en limite de la cité qu'il domine de sa masse imposante. C'est une des plus grandes églises construites au XXe siècle.
L'ensemble du sanctuaire comprend la basilique proprement dite élevée au-dessus d'une vaste crypte souterraine, le parvis dominé par un campanile séparé de l'église, un chemin de croix établi derrière l'abside et les bâtiments de service liés au pèlerinage. 
De style composite (dit romano-byzantin), l'architecture de la basilique est fortement inspirée par celle de la basilique du Sacré-Cœur de Montmartre à Paris. Par ses dimensions, l'édifice, construit en béton armé et granit appelé Bleu de Vire, peut accueillir 3 000 personnes et se compare aux plus grandes cathédrales :
- longueur : 104 m ;
- largeur du transept : 45 m ;
- largeur de la nef : 30 m ;
- hauteur du dôme : 97 m ;
- diamètre du dôme : 28 m ;
- hauteur de la coupole : 50 m ;
- la croix monolithe surmontant l'ensemble mesure 1,70 m et pèse près d'une tonne ;
- hauteur des voûtes : 37 m ;
- superficie : 4 500 m2[10].

Compte tenu de la nature du sol qui est argileux sur une épaisseur de trente mètres et de sa situation sur la pente d'une colline, les fondations de l'édifice reposent sur 130 piliers cylindriques de diamètres variés (de 1,4 à 5 m) atteignant le niveau de la couche calcaire sous-jacente afin d'établir sa stabilité.
L'édifice est en forme de croix latine, avec nef, chœur et une ébauche de transept peu profond. Au-dessus de la croisée séparant la nef du chœur s'élève la tour-lanterne de forme circulaire appuyée sur des pendentifs et que termine une imposante coupole. Son élévation comprend un tambour cylindrique, comportant une galerie et un rang de fenêtres garnies de vitraux, et la coupole sphérique. Le tambour est divisé en huit secteurs, chacun d'eux possédant trois arcades de la galerie et trois fenêtres hautes.
De part et d'autre de la façade principale s'étendent les deux ailes rectilignes en forme d'allées de cloître, terminées à leur extrémité par deux édifices surmontés de petits dômes. Celui de droite abrite un petit oratoire. Le volume intérieur est d'un seul tenant, sans nefs collatérales ni déambulatoire : du fait de l'absence de colonnes, tous les fidèles qui assistent aux offices en ont une vue sans obstruction.
La basilique de Lisieux reçoit plus de 600 000 visiteurs par an, la ville de Lisieux étant le second lieu de pèlerinage de France après Lourdes,.

### Parvis et façade occidentale

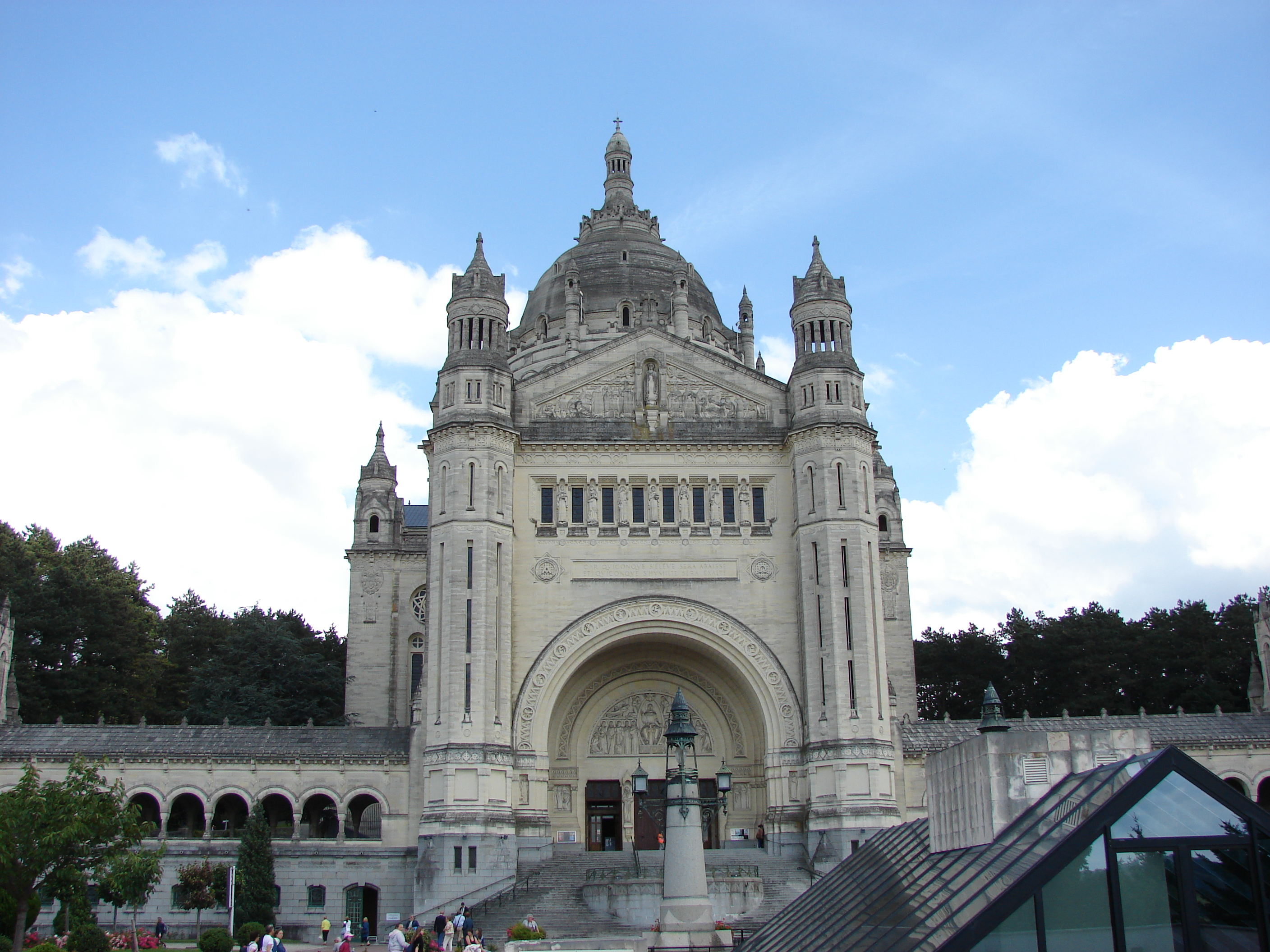
Façade de la basilique.

Le parvis est dominé par un autel en granit poli disposé au milieu du perron donnant accès au porche monumental, autel dédié aux cérémonies en plein air. Autour de l'arc du porche, les mois de l'année sont représentés par des scènes familières (travaux ou occupations qui leur correspondent). Au-dessus du portail d'entrée, le tympan est orné d'une monumentale composition : Jésus au milieu de ses apôtres et leur montrant un enfant, comme le modèle que doit suivre quiconque veut entrer dans le royaume. La façade principale, flanquée de deux tourelles, est surmontée d'une inscription (« Car quiconque s'élève sera abaissé et quiconque s'humilie sera exalté »), d'une galerie ornée de sept statues symbolisant les trois vertus théologales (la foi, l'espérance et la charité au centre) et les quatre vertus cardinales (la justice et la prudence à gauche, la force et la tempérance à droite). Cette façade est coiffée par un fronton triangulaire abritant la statue centrale de sainte Thérèse et partagée en deux étages : le registre inférieur contient des personnages historiques qui ont contribué à la glorification terrestre de Thérèse, de gauche à droite : le bâtisseur de la basilique, Mgr Germain, et un groupe de pèlerins, Mère Agnès de Jésus (sœur aînée de Thérèse), François-Marie Picaud, le cardinal Eugenio Pacelli, futur pape Pie XII ; de l'autre côté de la statue, le pape Pie XI, le cardinal Emmanuel Suhard, un missionnaire, des soldats, des premiers communiants et des enfants ; le registre supérieur abrite les anges qui l'ont accueillie au ciel.

### Intérieur de la basilique

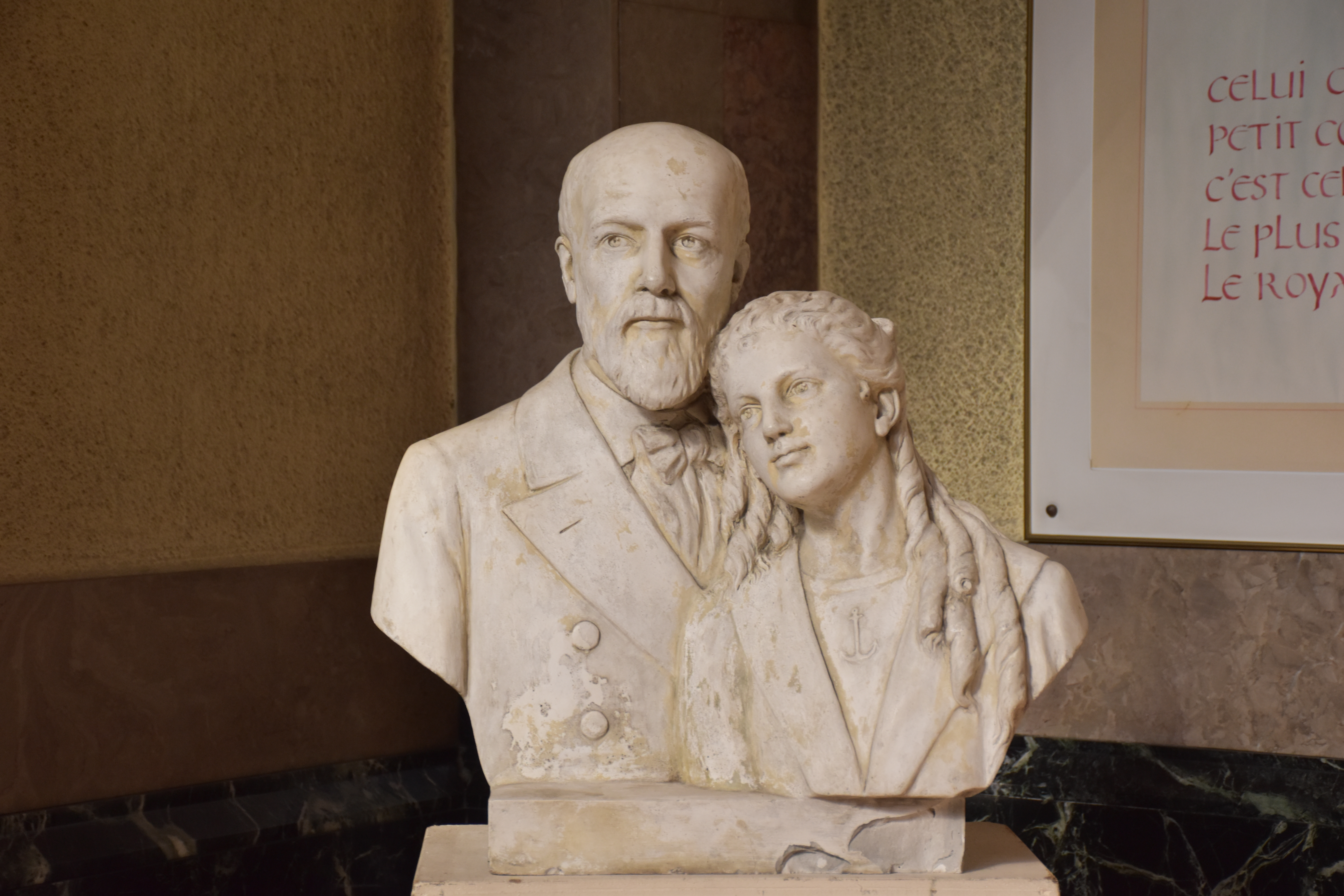
Lucien Alliot, double portrait, signé L. ALLIOT.

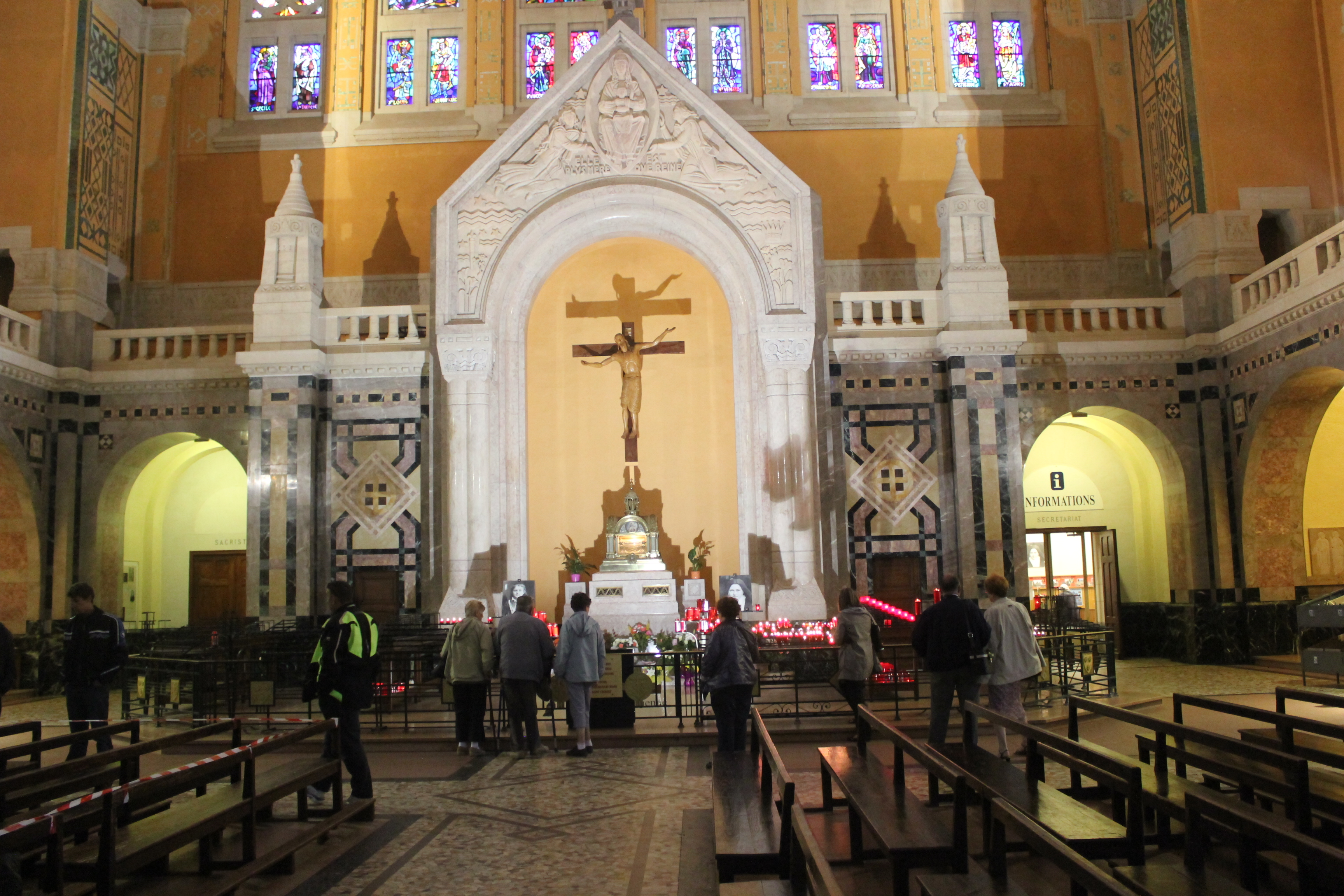
Vue du transept sud avec le reliquaire.

La plus grande partie de l'intérieur de la basilique est couverte de mosaïques. Les sculptures sont de Robert Coin (grand prix de Rome en 1929), les dessins des cartons des mosaïques et des vitraux de Pierre Gaudin.
Dans le transept sud, un ciborium monumental abrite le reliquaire offert par le pape Pie XI à la basilique. Situé sur un socle haut placé, le reliquaire est séparé du public par une grille qui l'isole. Les parois de verre ouvertes sur chacune des faces du coffre laissent voir deux os du bras droit de Thérèse.

#### Les mosaïques

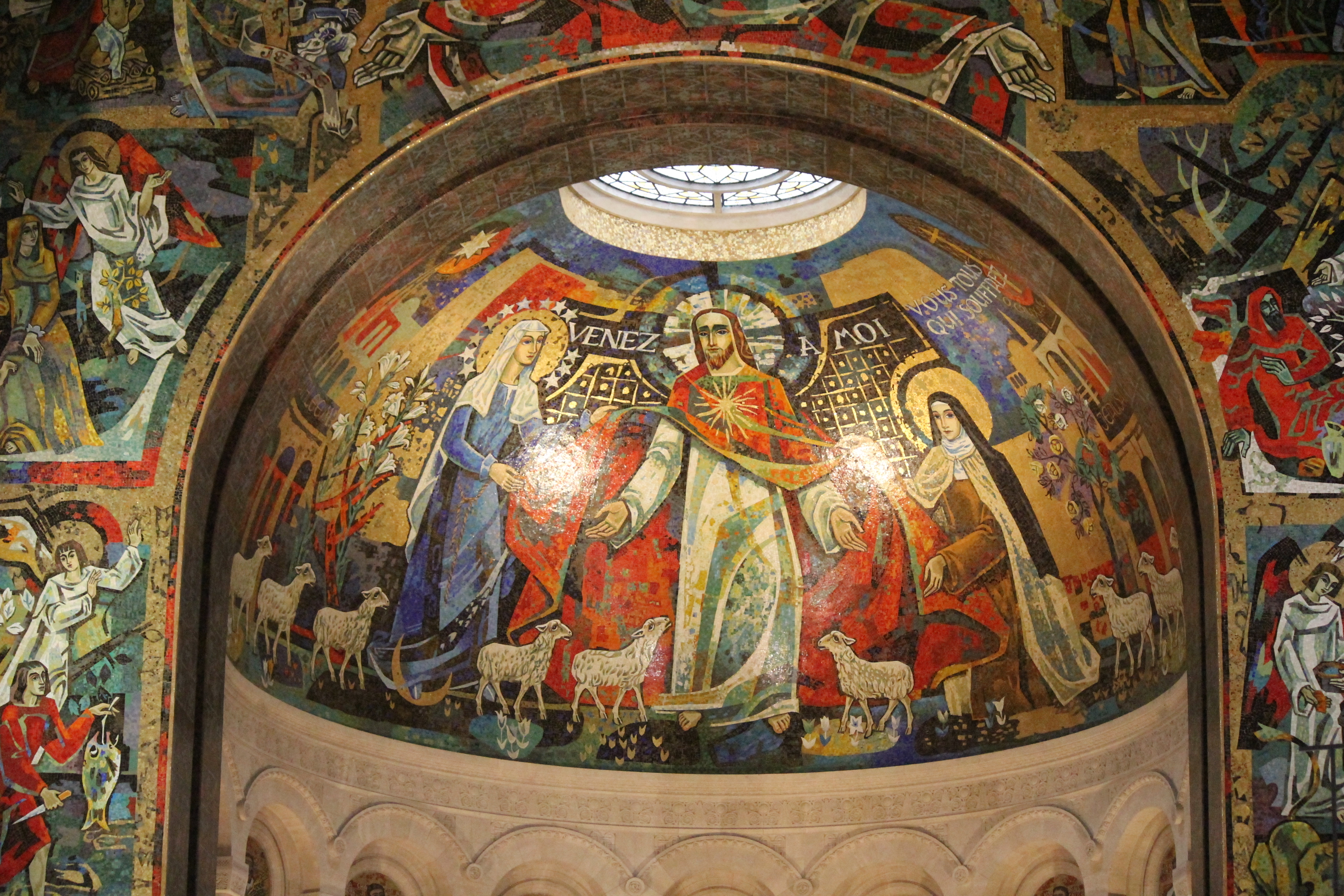
Mosaïque absidiale.

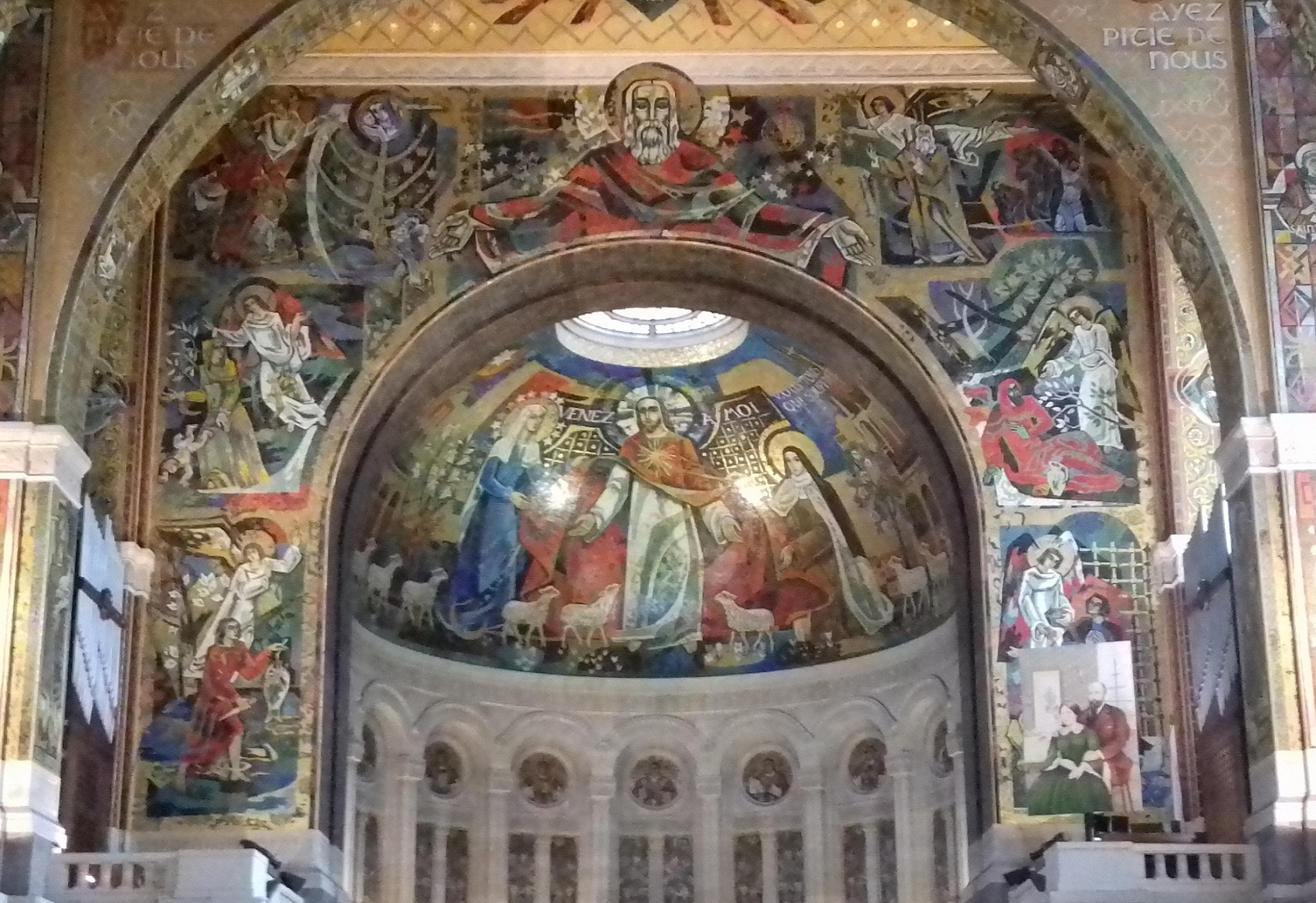
Mosaïques de l'abside et de l'arc triomphal.

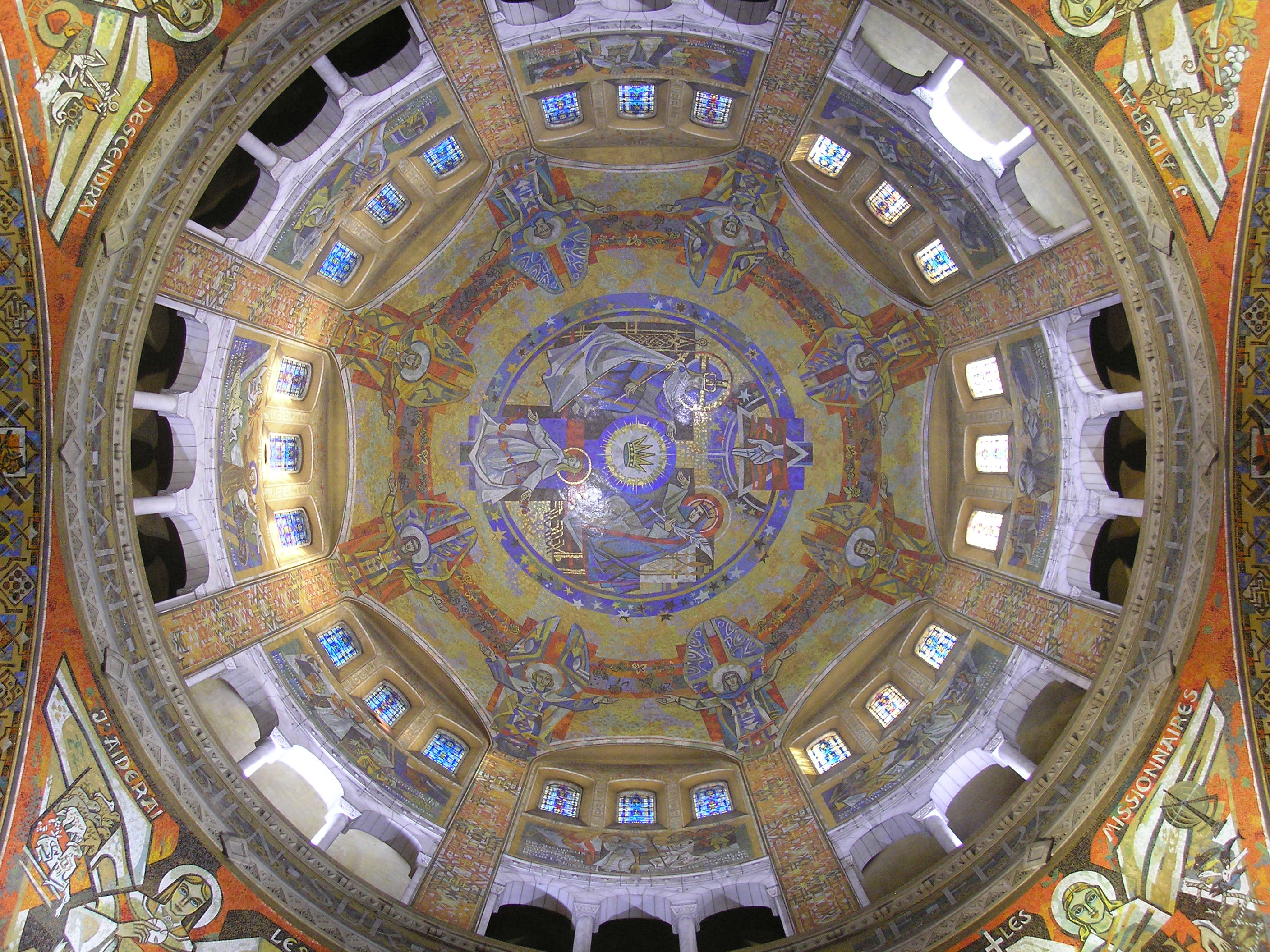
Mosaïques de la coupole.

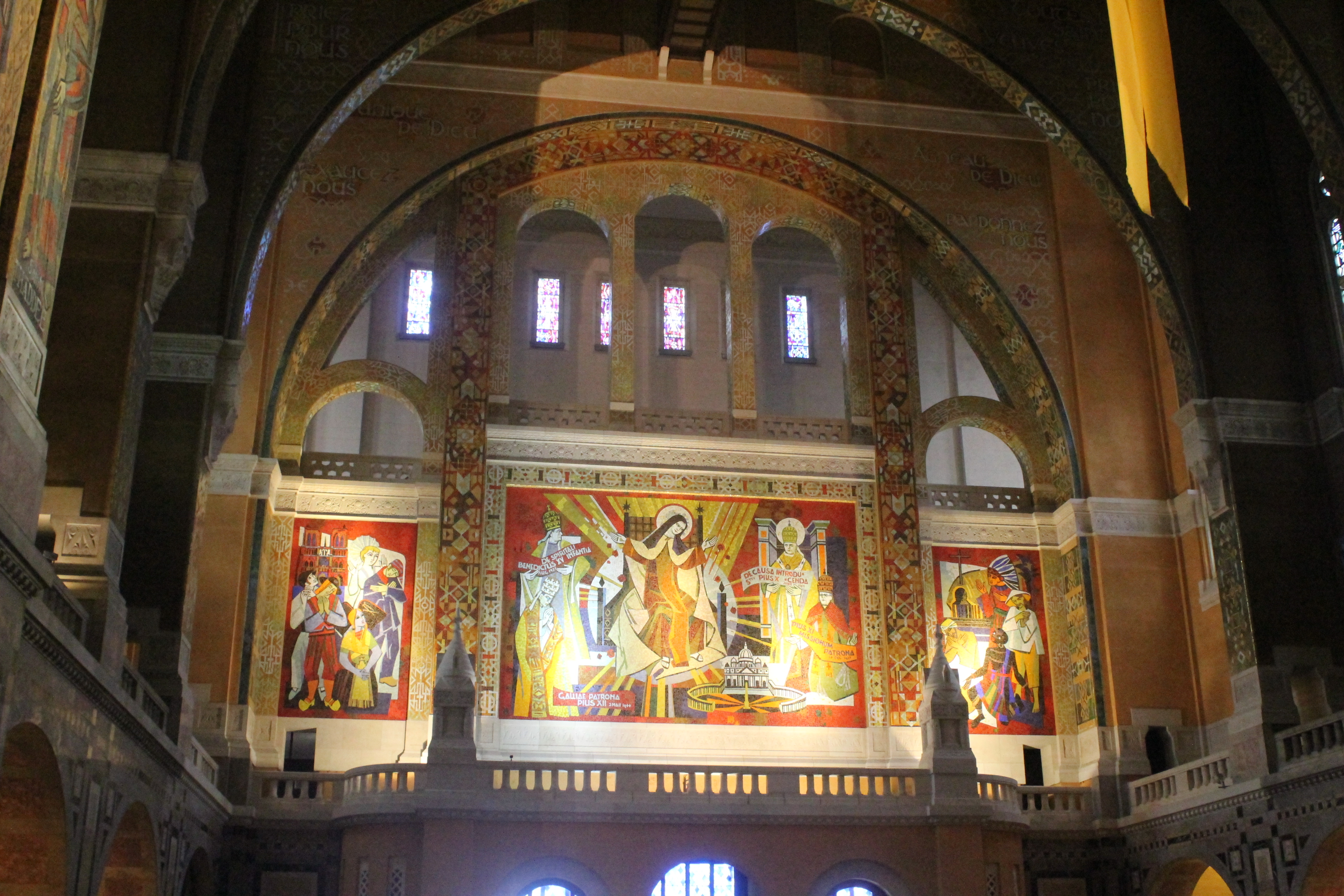
Au-dessus du portail occidental, mosaïque de Sainte Thérèse avec les papes.

Intérieurement, les parties hautes de l'édifice sont en majeure partie recouvertes de mosaïques par Pierre Gaudin. Au-dessus de l'abside voûtée en cul-de-four figure une grande mosaïque représentant le Christ en Bon Pasteur d'un troupeau de brebis, entouré à gauche de la Vierge Marie couronnée d'étoiles et à droite de Sainte Thérèse agenouillée. Les deux saintes écartent les pans du manteau du Christ pour permettre aux brebis de s'y abriter. La scène s'inscrit entre des constructions symbolisant respectivement Bethléem (surmontée d'une étoile) et Jérusalem (surmontée d'une croix), les deux principales villes liées au Mystère de la Rédemption et entre lesquelles se déroula la vie du Christ, qui dit : « Venez à moi, vous tous qui souffrez ».
Un arc triomphal marque l'entrée du chœur. Au centre apparaît le Père éternel, les bras ouverts en signe d'accueil. Sa figure est encadrée, à gauche par la Vierge à l'Enfant au sommet de l'arbre de Jessé et à droite, Moïse marchant à la tête de son peuple au sortir de l'Égypte. Sur les côtés verticaux sont figurées différentes scènes de l'Ancien Testament dans lesquelles des anges viennent apporter un secours divin :
- Du côté gauche et de haut en bas :
  - le sacrifice d'Abraham ;
  - Agar chassée au désert avec son fils Ismaël est secourue par un ange ;
  - Tobie est guidé par l'archange Raphaël.

- Du côté  droit et de haut en bas :
  - Élie, réconforté par un ange au désert va repartir vers le Mont Horeb ;
  - Daniel dans la fosse aux lions.

Il était initialement prévu de couvrir de mosaïques l'ensemble des murs de la basilique et de figurer sur les piliers des figures de saints français ; le programme a été interrompu par la guerre et n'a jamais été mené à son terme. Les saints suivants ont cependant été représentés :
- sur les piliers les plus proches du sanctuaire :
  - à droite : saint Victor de Marseille, saint Hilaire de Poitiers, saint Jean-Marie Vianney et saint Bruno le Chartreux ;
  - à gauche : sainte Geneviève de Paris, sainte Madeleine-Sophie Barat, saint Aubert d'Avranches.

Sur chacun des quatre piliers délimitant le transept et supportant la coupole sont représentés quatre apôtres ou évangélistes : ce sont donc au total seize personnages, soit les Douze Apôtres (comprenant Matthias), saint Paul et saint Barnabé, saint Marc et saint Luc.
La coupole représente sainte Thérèse couronnée par le Christ et sa sainte mère, sous le symbole de la Trinité. Au-dessous, une guirlande de roses que fait pleuvoir la sainte est supportée par huit anges. Entre le niveau des fenêtres hautes et la galerie de circulation, une frise représente les Béatitudes, symbolisées par des saints qui les ont personnifiées de façon éminente :
1. « Heureux les pauvres en esprit » (saint François d'Assise) ;
2. « Heureux les miséricordieux » (saint Vincent de Paul) ;
3. « Heureux les persécutés pour la justice » (sainte Jeanne d'Arc) ;
4. « Heureux les affligés » (sainte Marie Madeleine) ;
5. « Heureux les affamés et assoiffés de la justice » (sainte Thérèse d'Avila accompagnée de saint Jean de la Croix) ;
6. « Heureux les doux » (saint François de Sales accompagné de sainte Jeanne de Chantal) ;
7. « Heureux les artisans de paix » (saint Pie X) ;
8. « Heureux les cœurs purs » (sainte Cécile de Rome).

Au revers de la façade occidentale, au-dessus des portails, trois grands panneaux de mosaïque évoquent l'universalité du message thérésien. Le panneau central, le plus grand, représente sainte Thérèse, dont la gloire rayonne sur l'Église catholique symbolisée par la basilique Saint-Pierre de Rome ; elle est entourée de quatre papes l'ayant honorée de façon particulière :
- Pie X avait désigné Thérèse comme « la plus grande sainte des temps modernes » et a accéléré l'introduction de la cause de sa béatification, cause ouverte le 10 juin 1914 peu de temps avant son décès ;
- Benoît XV prononça le 14 août 1921 un discours remarqué, exposé autorisé de la voie d'enfance spirituelle de Thérèse[18] ;
- Pie XI avait pour elle une grande dévotion et considérait Thérèse comme « l'étoile de son pontificat » ; il procéda à sa béatification (29 avril 1923) puis à sa canonisation (17 mai 1925) et la proclama patronne des Missions (14 décembre 1927) ;
- Pie XII la déclara patronne secondaire de la France le 3 mai 1944.

Le panneau de gauche figure des fidèles des différentes provinces de France, avec la cathédrale Notre-Dame de Paris (Thérèse est patronne de la France).
Le panneau de droite figure des fidèles convertis des pays les plus lointains (Thérèse est patronne des Missions).

#### Les orgues
Aucun emplacement n'avait été prévu par l'architecte pour un orgue de tribune.
Après la guerre, le recteur de la basilique  trouva un orgue de la maison Cavaillé-Coll qui avait été construit dans les années 1930 et présenté à l'Exposition universelle de Bruxelles en 1935. Les emplacements utilisables pour l'installer étaient deux tribunes situées de part et d'autre du chœur : l'orgue y fut donc adapté et dispose de deux buffets séparés : au sud, la console, les mécanismes du Grand orgue et de la pédale et au nord ceux du positif et du récit.
Il possède au total 55 jeux avec 61 notes aux claviers manuels et 32 à la pédale ; la transmission est électrique. Des restaurations ont été faites en 1960 (maison Roethinger) et 1969 (maison Gonzalez).

##### Composition
| Grand-Orgue      |           |
| Bourdon          | 16'       |
| Bourdon          | 8'        |
| Flûte harmonique | 8'        |
| Salicional       | 8'        |
| Montre           | 8'        |
| Prestant         | 4'        |
| Flûte            | 4'        |
| Doublette        | 2'        |
| Cornet           | III rangs |
| Fourniture       | III rangs |
| Cymbale          | IV rangs  |
| Trompette        | 8'        |
| Clairon          | 4'        |

| Positif expressif |           |
| Dulciane          | 16'       |
| Bourdon           | 8'        |
| Salicional        | 8'        |
| Montre            | 8'        |
| Principal         | 4'        |
| Quarte            | 2'        |
| Piccolo           | 1'        |
| Nasard            | 2.2/3'    |
| Tierce            | 1.3/5'    |
| Fourniture        | VI rangs  |
| Cymbale           | III rangs |
| Cornet            | V rangs   |
| Clarinette        | 16'       |
| Cromorne          | 8'        |
| Clairon           | 4'        |

| Récit expressif   |           |
| Quintaton         | 16'       |
| Bourdon           | 8'        |
| Flûte traversière | 8'        |
| Gambe             | 8'        |
| Voix céleste      | 8'        |
| Prestant          | 4'        |
| Flûte octaviante  | 4'        |
| Octavin           | 2'        |
| Quinte            | 2.2/3'    |
| Tierce            | 1.3/5'    |
| Larigot           | 1.1/3'    |
| Cornet            | V rangs   |
| Cymbale           | IV rangs  |
| Plein jeu         | III rangs |
| Bombarde          | 16'       |
| Trompette         | 8'        |
| Clairon           | 4'        |
| Basson-hautbois   | 8'        |
| Voix humaine      | 8'        |

| Pédale      |     |
| Bourdon     | 32' |
| Bourdon     | 16' |
| Bourdon     | 8'  |
| Flûte       | 8'  |
| Violoncelle | 8'  |
| Violon      | 4'  |
| Flûte       | 4'  |
| Ténor       | 2'  |
| Bombarde    | 16' |
| Trompette   | 8'  |
| Clairon     | 4'  |

#### Les autels mineurs
L'édifice contient 18 autels mineurs offerts par différentes nations en ex-voto à sainte Thérèse. À partir de l'entrée, dans le sens inverse des aiguilles d'une montre :
- nef, côté droit : Mexique - Espagne - Italie ;
- transept, côté droit : Ukraine - Chili ;
- chœur, côté droit : Brésil - Argentine - Portugal ;
- chœur, côté gauche : États-Unis - Colombie - Grande-Bretagne ;
- transept, côté gauche : Écosse - Allemagne - Cuba - Irlande ;
- nef, côté gauche : Canada - Belgique - Pologne.

En 2002, une chapelle du Liban a été inaugurée par le Patriarche maronite cardinal Bechara Boutros Rahi.
Les autels sont dédiés aux patrons des pays donateurs. Seize des chapelles possèdent des baies cintrées géminées : quatorze représentent les stations du Chemin de croix, et deux autres des scènes de la vie de Thérèse.

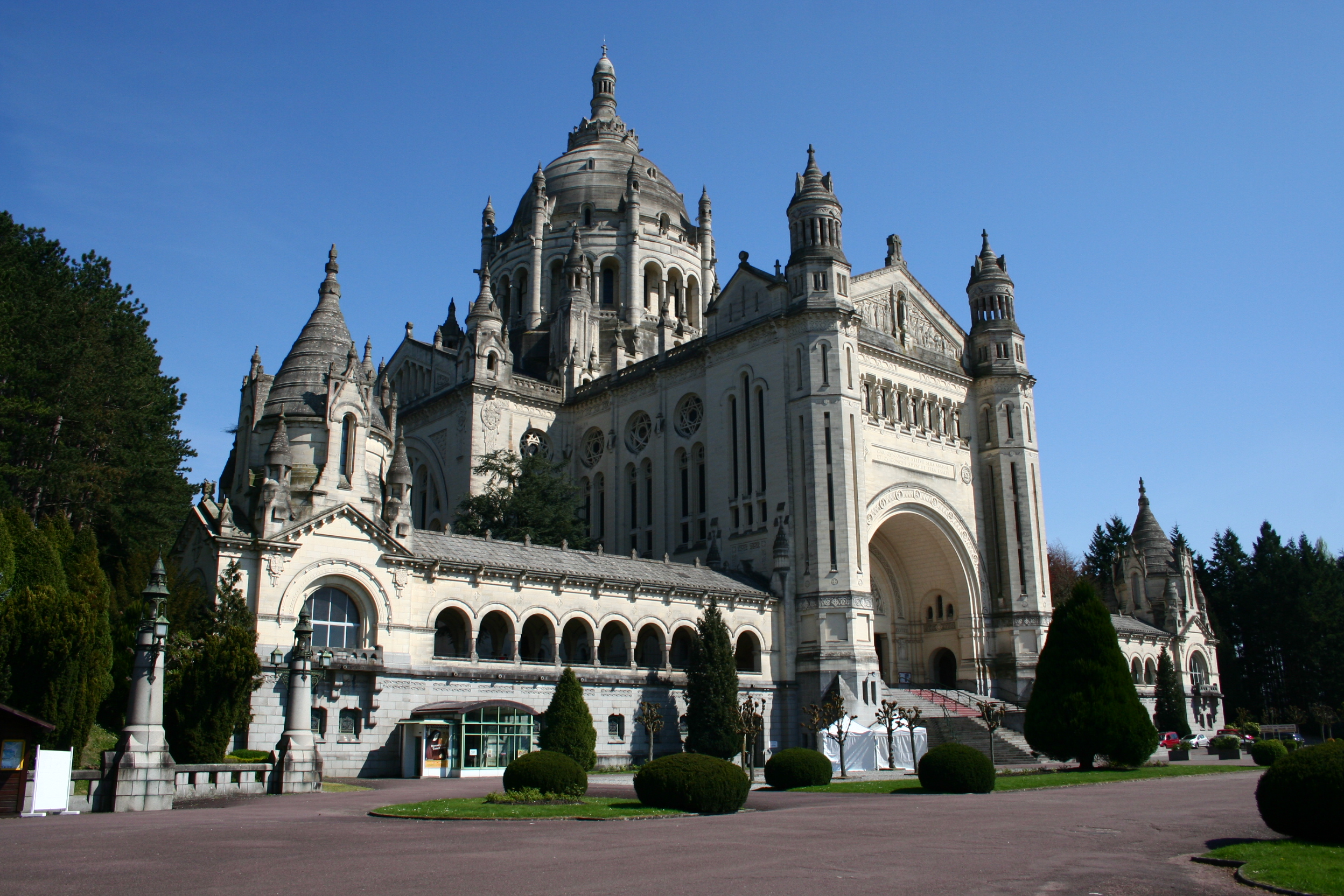
Vue extérieure.
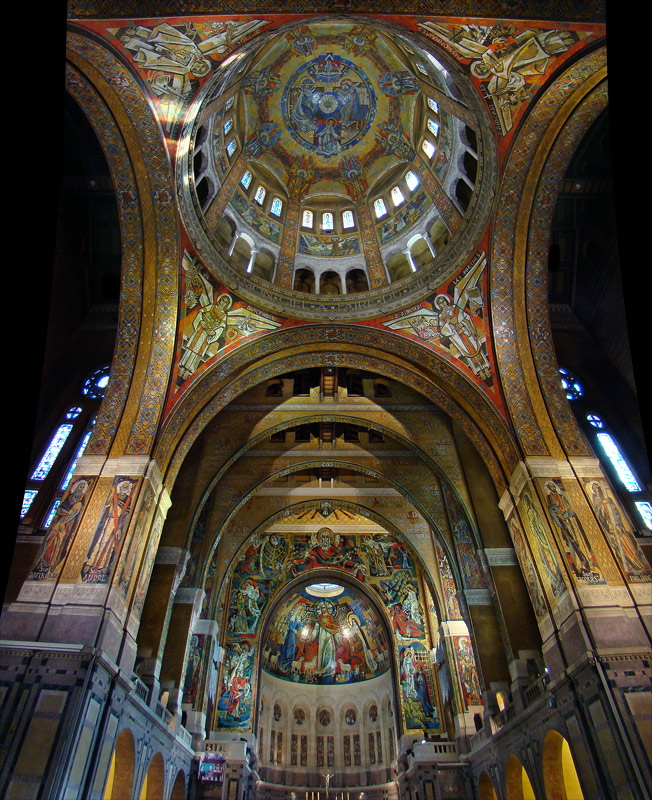
À la croisée du transept.
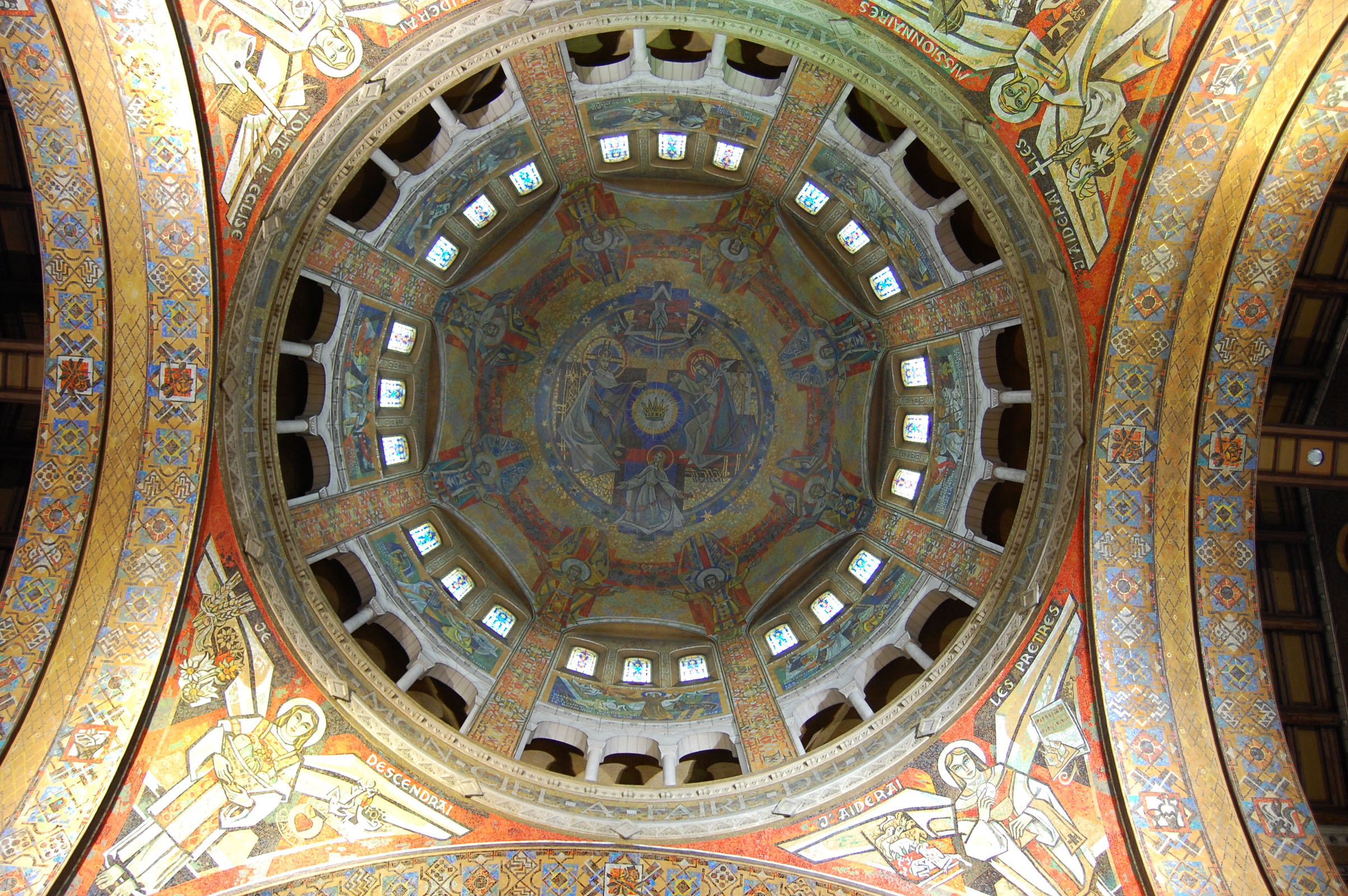
La coupole de la basilique.
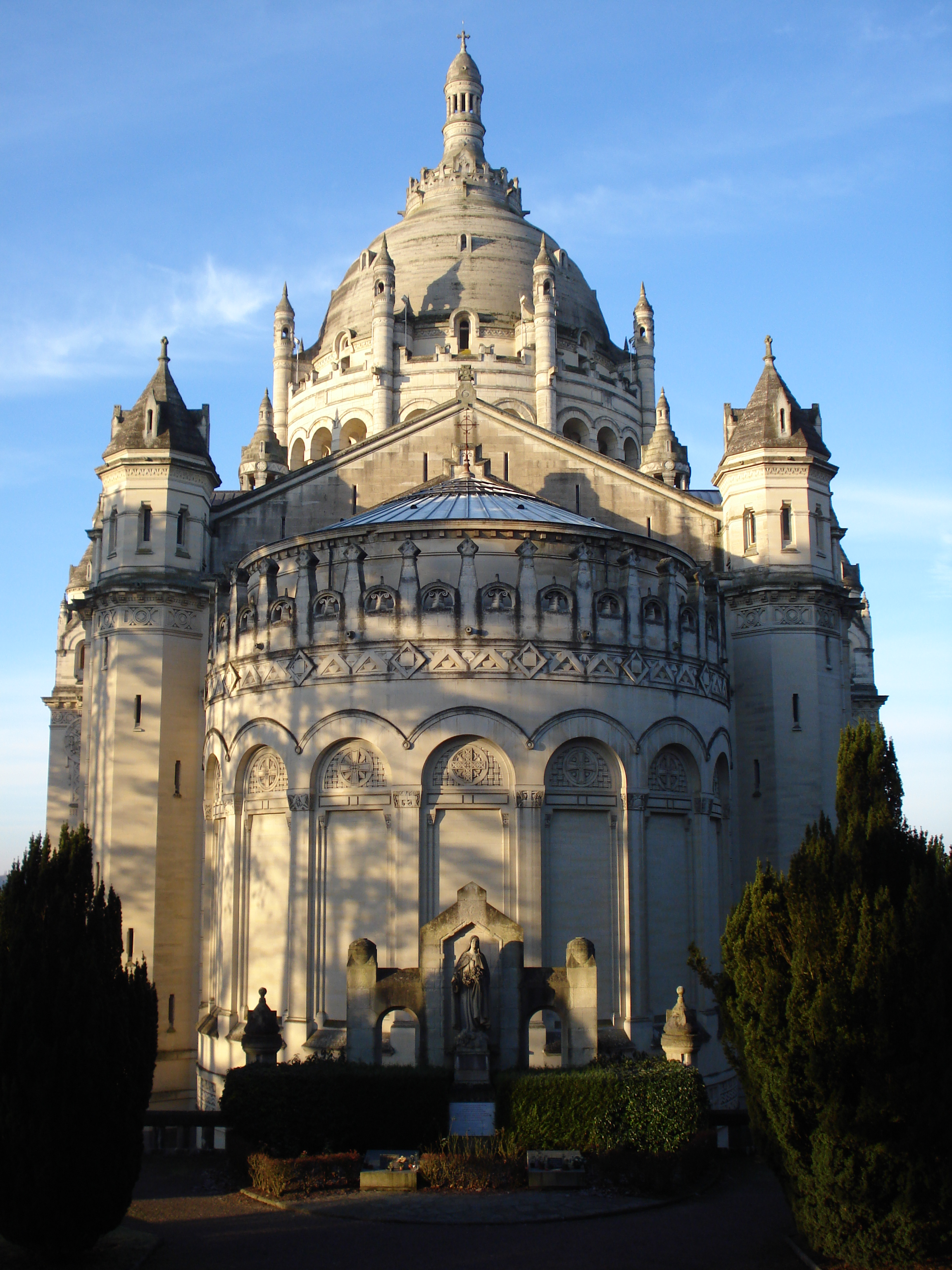
Vue arrière.

### La crypte

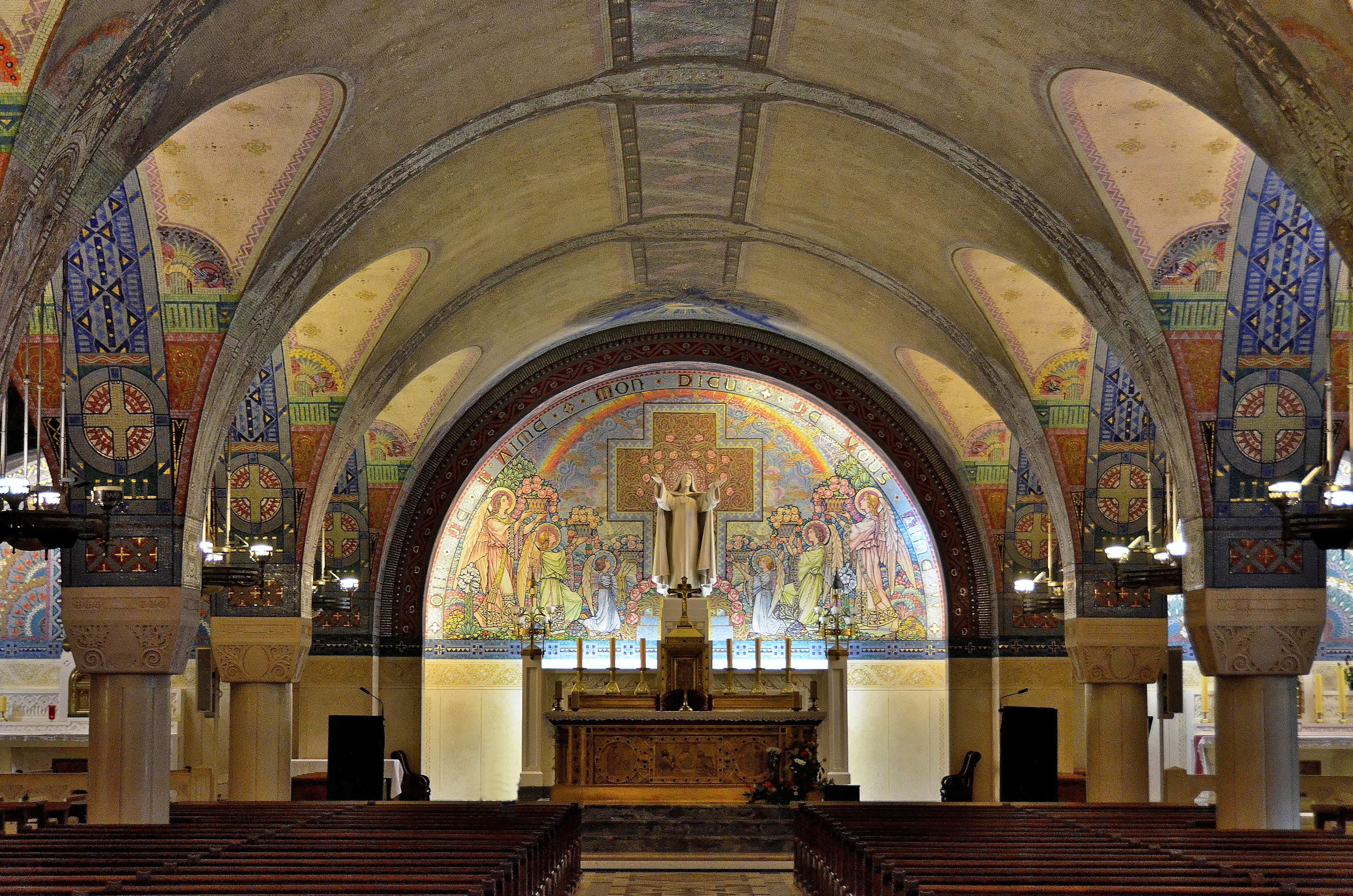
La crypte de la basilique.

On accède à la crypte de part et d'autre du grand perron par des escaliers situés sous les cloîtres latéraux. Terminée en 1932, elle évoque le secret de la vie spirituelle de Thérèse. Longue de 50 mètres et large de 30 mètres, elle est décorée de marbre et de mosaïques, œuvre de Jean Gaudin sur des cartons de René de Cramer, dans le style de l'Exposition des Arts Décoratifs de 1925.
La statue surmontant l'autel date de 1932 et est l'œuvre de Louis Richomme, en religion frère Marie-Bernard.
En 1958, les mosaïques sont complétées par des scènes qui représentent les moments importants de la vie de sainte Thérèse : baptême (4 janvier 1873), première communion (8 mai 1884), guérison miraculeuse (13 mai 1883), engagement dans la vie religieuse (8 septembre 1890), décès (30 septembre 1897). La crypte de la basilique abrite, depuis 2008, la châsse des saints Louis et Zélie Martin, parents de sainte Thérèse.

### Le campanile

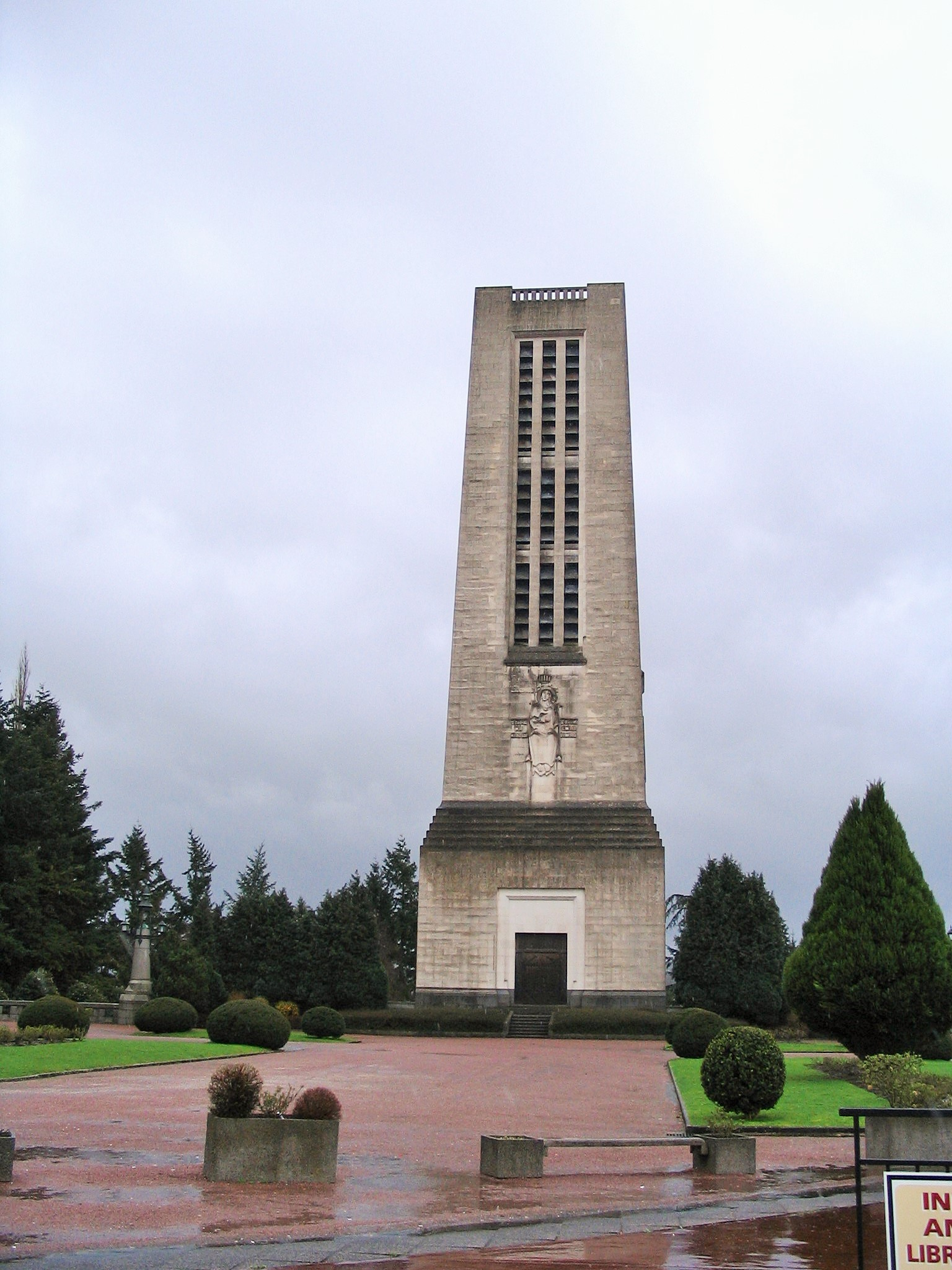
Le campanile de la basilique.

Érigé dans les années 1960, le campanile est achevé et inauguré en 1975. Il est séparé de l'édifice principal et situé à l'extrémité sud du parvis. Devant s'élever à 95 mètres et être surmonté d'un phare (comme à la nécropole nationale de Notre-Dame-de-Lorette), il est réduit de 40 mètres et n'a jamais été complètement terminé, la priorité ayant été donnée à des œuvres de bienfaisance, notamment à l'édification du Foyer des Malades, dédié à la mémoire des parents de Thérèse. Il se termine par une terrasse entourée d'une balustrade et abrite les 51 cloches du carillon. La sonnerie de volée est composée de six cloches dont la plus grosse, le bourdon d'environ 9 tonnes porte sa devise en bronze : « Je sonne l'appel des peuples à l'unité dans l'Amour ». Ce carillon est d'une grande qualité sonore (facture Paccard). Le campanile a été offert par la Belgique et les Pays-Bas en ex-voto à sainte Thérèse[réf. souhaitée].

#### Les cloches
Le campanile, doté de 51 cloches, comporte 6 cloches de volée.
| Nom                                                                                   | Masse             | Diamètre à la base | Note | Parrains et Marraines | Dédicace | Année | Fondeur | Illustration |
| ------------------------------------------------------------------------------------- | ----------------- | ------------------ | ---- | --------------------- | -------- | ----- | ------- | ------------ |
| Thérèse Protectrice des Peuples (bourdon)                                             | 8 800 kg          | 230 cm             | fa2  |                       |          | 1948  | Paccard |              |
| Thérèse des Missions (bourdon)                                                        | 3 600 kg          | 180 cm             | si♭2 |                       |          | 1947  | Paccard |              |
| Thérèse Patronne de la France                                                         | 2 400 kg          | 155 cm             | do3  |                       |          | 1947  | Paccard |              |
| Thérèse de l'Enfant-Jésus                                                             | 1 500 kg          | 135 cm             | ré3  |                       |          | 1931  | Wauthy  |              |
| Petite Thérèse - Docteur de l'Église                                                  | 1 050 kg          | 120 cm             | mi♭3 |                       |          | 1948  | Paccard |              |
| Thérèse de l'Enfant-Jésus et de la Sainte-Face - Apôtre de la Nouvelle Évangélisation | 750 kg            | 107 cm             | fa3  |                       |          | 1948  | Paccard |              |
| Total                                                                                 | Masse : 18 100 kg |                    |      |                       |          |       |         |              |

### Le Chemin de croix et les tombeaux
À l'extérieur, derrière l'abside de la basilique, des allées latérales permettent d'accéder à un Chemin de croix monumental dont les stations sont disposées par groupes de trois sauf la première et la quatrième qui se trouvent devant l'escalier central menant à un autel surmonté d'un grand calvaire, œuvre de Morice, Masselot et Coin. Son implantation sur des pentes a nécessité la construction de deux autres murs de soutènement pour retenir les terres.
À l'enclos du Chemin de croix, deux tombes encadrent la statue de Sainte Thérèse. Il s'agit de celles des parents de la sainte, Louis et Zélie Martin, qui ont été exhumés le 13 octobre 1958 du cimetière de Lisieux pour être transférés dans ce lieu, à l'occasion de leur cause de béatification. Depuis septembre 2008, leurs dépouilles ont été transférées dans un reliquaire déposé dans la crypte de la basilique. Leurs tombes restent néanmoins un lieu de recueillement d'autant qu'ils ont été canonisés le 18 octobre 2015.

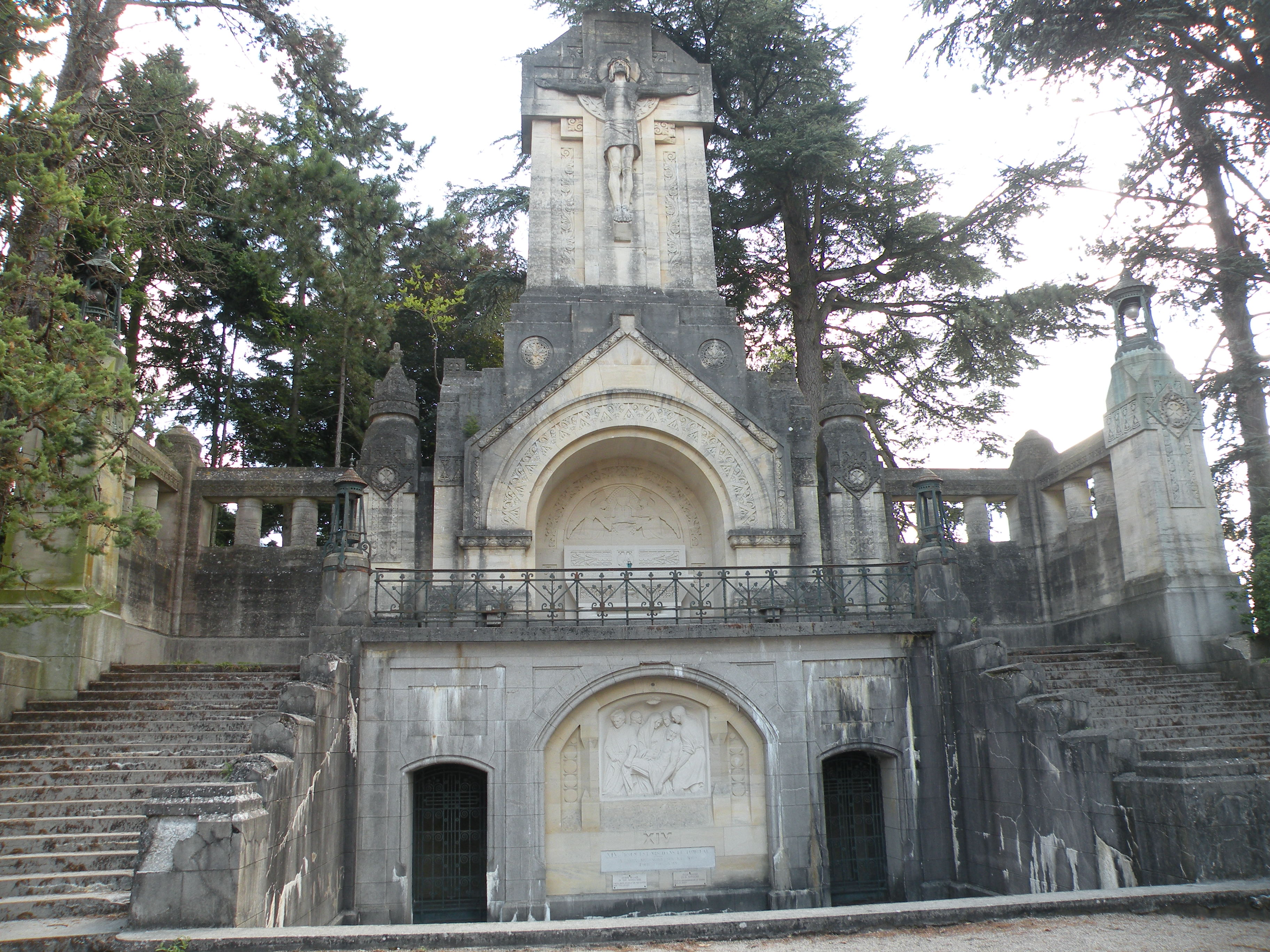
Autel surmonté du calvaire monumental.
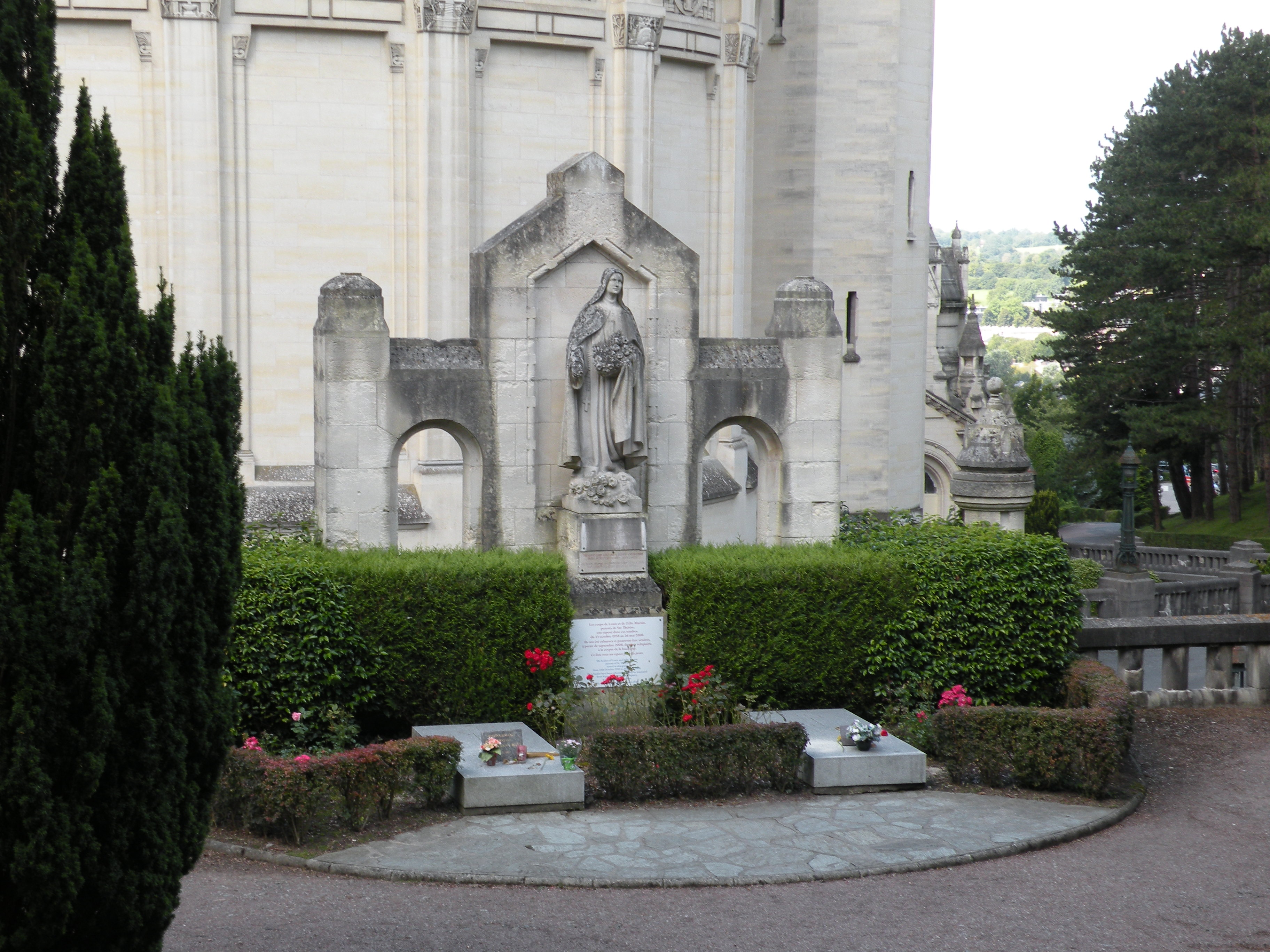
Tombes de Louis et Zélie Martin.

### La chapelle de l'Adoration eucharistique

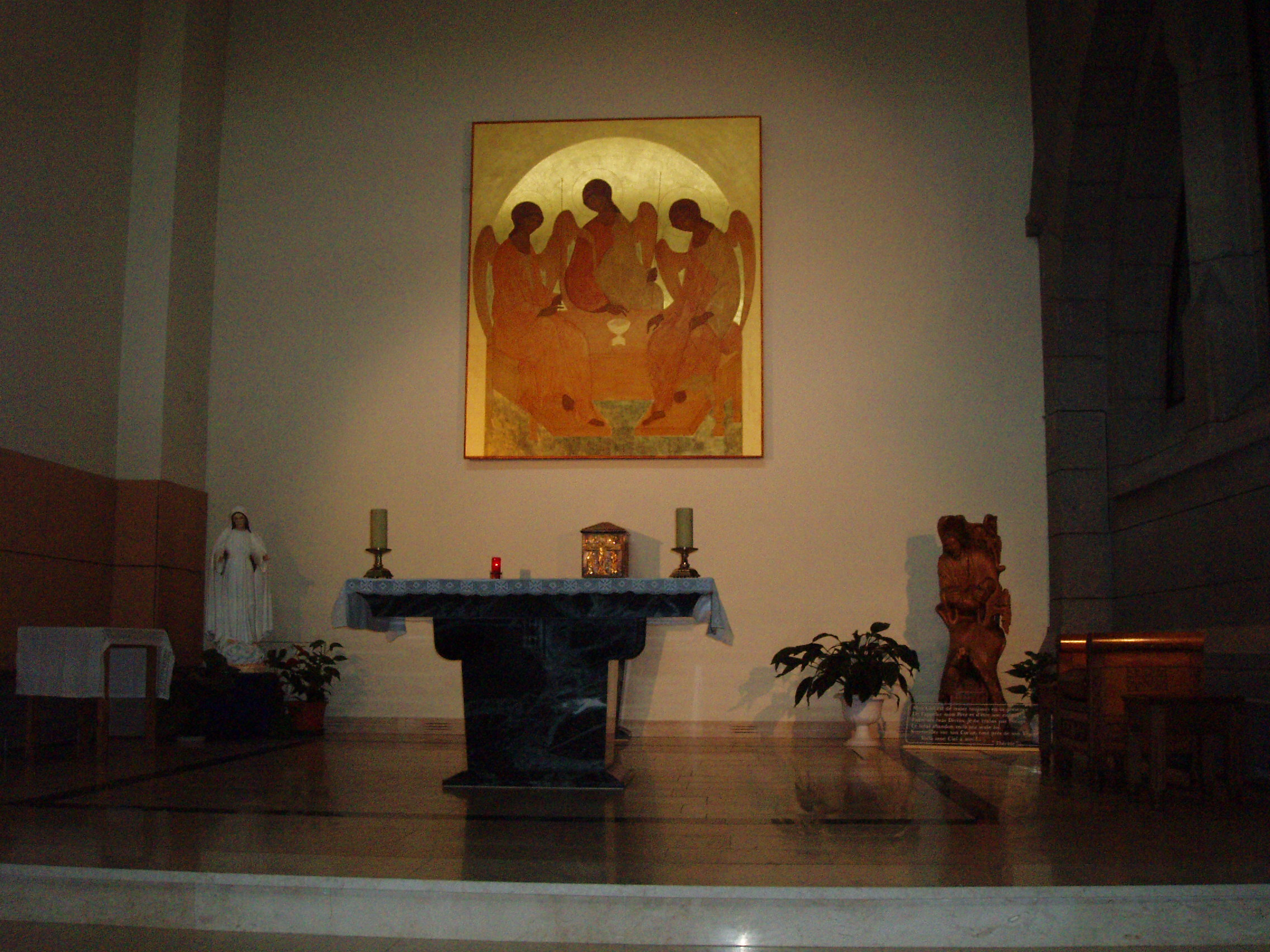
La chapelle d'adoration de la basilique.

Construite en 2000, la chapelle de l'Adoration eucharistique, offerte par l'Irlande en ex-voto à sainte Thérèse, est un lieu privilégié de prière silencieuse. On y accède par la crypte dont les arcades de granit se retrouvent sur le mur de droite de la chapelle. Les bancs sont ceux que l’on a connus naguère dans la chapelle du Carmel. Le tabernacle de l'autel est surmonté de l'icône de la Trinité représentée par trois personnages ailés, selon la tradition graphique byzantine.

### Chapelle Louis et Zélie Martin
En 2022, une nouvelle chapelle attenante à la Basilique de Lisieux est construite pour accueillir la châsse contenant les reliques de Louis et Zélie Martin. Elle sera ouverte au public à partir d'avril 2024, lorsque les reliques des saints y auront été transférées.

## Dans les arts

### Philatélie
Un timbre postal représentant la basilique de Lisieux a été émis le 26 septembre 1960.

### Filmographie
- Thérèse de Lisieux, un écho du cœur de Dieu, film de Jean-Daniel Jolly Monge, 90 min, Production Office central de Lisieux, Éditions du Cerf, AME, 1997 ;
- Winter sonata, drama coréen de Oh Su yeon, année 2010 (la basilique apparaît dans les épisodes 20-21-22 ... où une jeune architecte intervient pour sa rénovation).

### Télévision
En novembre 2019, l'équipe de l'émission Secrets d'Histoire tourne plusieurs séquences à la basilique dans le cadre d'un numéro consacré à Thérèse de Lisieux incarnée par l'actrice Lou Gala.

## Sources
- Fabrice Maze, La Basilique Sainte-Thérèse de Lisieux, éd. PubliAlp, Grenoble  (ISBN 2-9522339-0-X).
- Revue Les annales de Ste Thérèse de Lisieux no 5 mai 1978 sur « La Basilique Sainte Thérèse ».